# Holma folkhögskola
Holma folkhögskola är en folkhögskola i Höör. Skolans huvudman är en ideell förening som består av medlemsorganisationerna Förbundet organisk-biologisk odling (FOBO), Framtiden i Våra Händer, Biodynamiska Föreningen, Permakultur i Sverige, Omställningsnätverket, Skånes Kärngårdsförening, Skogsträdgårdens Vänner och Sambruket i Sösdalabygden. Holma folkhögskolas verksamhet utgår från tankar kring hållbarhet och omställning.